# Camps-sur-l'Isle
Camps-sur-l'Isle é uma comuna francesa na região administrativa da Nova Aquitânia, no departamento da Gironda. Estende-se por uma área de 3,03 km². Em 2010 a comuna tinha 611 habitantes (densidade: 201,7 hab./km²).